# كابتان
الكابتان هو مبيد حشري متاح للاستخدام العام ينتمي إلى فئة مبيدات الفطريات المعروفة باسم الفثاليميد. يكون الكابتان على صورة مادة صلبة بيضاء اللون إلا أن العينات التجارية منه عادة ما تبدو باللون الأصفر أو البني.

## الاستخدام
يستخدم مبيد الكابتان في أغلب الخالات كمكوِّنا مضافاً إلى مخاليط مختلفة مع مبيدات الآفات الأخرى على الرغم من إمكانية استعماله بمفرده، وعادةً ما يستخدم الكابتان للسيطرة على الأمراض التي تصيب عدد من الفواكه والخضروات ونباتات الزينة، بالإضافة إلى أنه يحسن المظهر الخارجي للعديد من أنواع الفاكهة مما يجعلها أكثر إشراقًا وأكثر صحة. يستخدم المزارعون والمزارعون المنزليون مركب الكابتان أيضا أثناء إنتاج التفاح، كما أنه مبيد فعال ضد بعض فطريات الطلائعيات البيضية مثل الخصيفمما يجعله خيارا مفيدًا للتحكم في سقوط البادرات.

## الإنتاج
ينتج مركب الكابتان من تفاعل كلوريد ثلاثي كلورو الميثيل سلفونيل مع ملح الصوديوم لرباعي هيدرو فثاليميد.

## التحلل الحيوي
يتحلل مركب الكابتان حيويا إذ تبلغ فترة عمر النصف له أقل من يوم واحد في التربة.

## الآثار الصحية والبيئية المحتملة
كانت وكالة حماية البيئة الأمريكية قد أدرجت من قبل مركب الكابتان ضمن مواد الفئة الثانية ب من المواد المسرطنة باعتباره مادة مسرطنة محتملة، ولكنها تراجعت عن هذا التصنيف في عام 2004 بعد أن حددت تأثيره في جسم فئان التجارب كاستجابة تكاثرية حدثت في الفئران فقط بعد تعطل الزغابات المعوية، ومن غير المحتمل أن يسبب الكابتان أورامًا عند التعرض له بجرعات لا تسبب تهيجًا للأمعاء. 
تعتبر وكالة حماية البيئة الآن بناءاً على التصنيف الجديد للسرطان الكابتان مادة مسرطنة محتملة عند التعرض للجرعات العالية طويلة الأمد منه والتي تسبب حدوث السمية الخلوية، وتضخم الخلايا المتجددة. إن هذه الجرعات العالية من الكابتان أعلى بكثير من تلك المحتمل تناولها في النظام الغذائي، أو التي يواجهها الأفراد في البيئات المهنية أو السكنية. لذا، فمن غير المحتمل أن يكون الكابتان مادة مسرطنة للإنسان، وأنه لا يسبب مخاطر السرطان عند استخدامه وفقًا لإرشادات الاستعمال الآمن الموجودة على ملصقات المنتجات المعتمدة منه.
قامت الوكالة أيضا بإعادة تصنيف مماثلة لمركب الفولبت، وهو مبيد فطريات لصيق الصلة بالكابتان في البنية الهيكلية، واالذي يشترك معه في آلية شائعة للسمية، ومن النتائج الرئيسية للكابتان (والفولبت) أن مبيدات الفطريات هذه لا تعد موادا مطفرة في الجسم الحي، أي أنها ليست مطفرة في الحيوان السليم.